# Municipio de West Blue (condado de Fillmore)
El municipio de West Blue (en inglés: West Blue Township) es un municipio ubicado en el condado de Fillmore en el estado estadounidense de Nebraska. En el año 2010 tenía una población de 85 habitantes y una densidad poblacional de 0,91 personas por km².

## Geografía
El municipio de West Blue se encuentra ubicado en las coordenadas 40°39′30″N 97°39′9″O / 40.65833, -97.65250. Según la Oficina del Censo de los Estados Unidos, el municipio tiene una superficie total de 93.58 km², de la cual 93,05 km² corresponden a tierra firme y (0,57 %) 0,53 km² es agua.

## Demografía
Según el censo de 2010, había 85 personas residiendo en el municipio de West Blue. La densidad de población era de 0,91 hab./km². De los 85 habitantes, el municipio de West Blue estaba compuesto por el 100 % blancos. Del total de la población el 0 % eran hispanos o latinos de cualquier raza.